# Albaret-le-Comtal
Albaret-le-Comtal är en kommun i departementet Lozère i regionen Occitanien i södra Frankrike. Kommunen ligger i kantonen Fournels som tillhör arrondissementet Mende. År 2022 hade Albaret-le-Comtal 139 invånare.

## Befolkningsutveckling
Antalet invånare i kommunen Albaret-le-Comtal
| Referens: INSEE |